# Mariene provincie Amsterdam-Saint-Paul
De Mariene provincie Amsterdam-Saint-Paul (52) (Engels: Amsterdam–St Paul marine province) is een biogeografische provincie en ligt in het zuiden van de Indische Oceaan in het Marien rijk Gematigd Zuidelijk Afrika. De mariene provincie is vastgesteld door het World Wide Fund for Nature en The Nature Conservancy en is vernoemd naar de eilanden Saint-Paul en Amsterdam.
Het gebied grenst niet aan andere mariene provincies.

## Geografie
De mariene provincie ligt rond de eilanden Saint-Paul en Amsterdam in district Saint-Paul en Amsterdam in de Franse Zuidelijke Gebieden.

## Biogeografie
Het gebied kent zeeleven dat houdt van gematigde temperaturen.

## Mariene ecoregio's
De mariene provincie bestaat uit slechts één mariene ecoregio:
- Mariene ecoregio Amsterdam-Saint-Paul (194)